# 野坂尚也
野坂 尚也（のさか なおや、1975年6月8日 - ）は、日本の声優、俳優。神奈川県出身。リマックス所属。

## 略歴
AIR AGENCYワークショップ出身。声優活動を始めたのは30歳を過ぎてからと、比較的遅めである。
2020年12月16日、AIR AGENCYからリマックスに移籍。

## 人物
趣味は映画、海外ドラマ鑑賞、海外旅行。特技は物真似、イラスト。

## 出演

### テレビアニメ
2010年
- カッコカワイイ宣言!（男子生徒2、先生）
- ストライクウィッチーズ シリーズ（2010年 - 2020年、水兵） - 2シリーズ

2011年
- UN-GO（マニアの若者）
- ウルヴァリン（組員、黒服）
- ギルティクラウン（アンドレイ・ローワン、男子、教師、暴徒）
- HUNTER×HUNTER（第2作）（観客B）
- Fate/Zero（アサシン）
- ベン・トー （野良犬）
- 輪るピングドラム（支配人）

2012年
- 黒子のバスケ（椿）
- ジョジョの奇妙な冒険（科学者A）
- じょしらく（宇宙服の人）
- 戦国コレクション（暴走族）
- トータル・イクリプス（作業員B、テロ整備兵、テロ兵、テロリスト）
- To LOVEる -とらぶる- ダークネス（2012年 - 2015年、ルナ〈ルナティーク号〉、男子生徒達） - 2シリーズ

2013年
- AKB0048 next stage（観客C）
- 獣旋バトル モンスーノ（兵士1、クリストフ、兵士3）
- たまこまーけっと（みやこうどん〈白木忠直〉、桃太郎、ダンス部部長）
- 断裁分離のクライムエッジ（警察官）
- Fate/kaleid liner プリズマ☆イリヤ（アサシン）

2014年
- 繰繰れ! コックリさん（教師）
- ディスク・ウォーズ:アベンジャーズ（男性）
- Free!-Eternal Summer-（アナウンス）

2015年
- 山田くんと7人の魔女（うららのファンC）

2016年
- 逆転裁判 〜その「真実」、異議あり!〜（霧崎哲郎）
- ビッグオーダー（高山先生、山崎守、記者A、通信員A）
- プリンス・オブ・ストライド オルタナティブ（実況）
- ラクエンロジック（男）

2017年
- 銀魂.（船内アナウンス、春雨兵士）
- クレヨンしんちゃん（司会）
- sin 七つの大罪（冒険者たち）
- アリスと蔵六（羽鳥の父）
- 18if（美礼の父、通行人男B、社長）
- 魔法陣グルグル（魔法使い）
- ナイツ&マジック（船長）
- 十二大戦（傭兵隊長）
- 牙狼〈GARO〉-VANISHING LINE-（2017年 - 2018年、作業員、老人、紳士A、ギャング、ラスタパンジエ 他）

2018年
- ヴァイオレット・エヴァーガーデン（オリバー、部下、職員）
- 斉木楠雄のΨ難（ピーナッツ上田、監督、格闘家 他） - 1シリーズ + 完結編
- ベイブレードバースト 超ゼツ（審判、船員A）
- ヒナまつり
- ガンダムビルドダイバーズ（マスダイバー）
- 天狼 Sirius the Jaeger（弁士）
- ハイスコアガール（ギャラリー・メガネスーツ）
- 東京喰種トーキョーグール:re（塩野瞬二）
- ゴールデンカムイ（炭鉱夫たち、看守たち）
- 叛逆性ミリオンアーサー（2018年 - 2019年、鉱夫、男性） - 2シリーズ
- メルクストーリア -無気力少年と瓶の中の少女-（エンゼガル）

2019年
- ガーリー・エアフォース（コメンテーター）
- ゾイドワイルド（賞金稼ぎ、レジスタンス）
- 荒野のコトブキ飛行隊（エリート興業社員）
- ジョジョの奇妙な冒険 黄金の風（闇技術者）
- ワンパンマン（シタノビール、覚醒ゴキブリ）
- バビロン（キャスターA）
- あひるの空（審判）
- 慎重勇者〜この勇者が俺TUEEEくせに慎重すぎる〜（厨房神）

2020年
- ソマリと森の神様（ハライソの村人）
- 白猫プロジェクト ZERO CHRONICLE（村人A）
- 新サクラ大戦 the Animation（乾物屋）
- Lapis Re:LiGHTs（父親）
- ド級編隊エグゼロス（花火師）
- キングスレイド 意志を継ぐものたち（兵士）
- 池袋ウエストゲートパーク（シンジ）

2021年
- ひぐらしのなく頃に業（警官）
- セブンナイツ レボリューション -英雄の継承者-（教師）
- アイドリッシュセブン Third BEAT!（番組プロデューサー）
- 進化の実〜知らないうちに勝ち組人生〜（2021年 - 2023年、おしゃぶり男、テリー・ヘムト、店主、子分B、子分） - 2シリーズ

2022年
- ハコヅメ〜交番女子の逆襲〜（若者）
- 薔薇王の葬列（貴族B）
- ユーレイデコ（警備員A）
- 異世界薬局（古株、船長）

2023年
- 人間不信の冒険者たちが世界を救うようです（冒険者、盗賊）
- アルスの巨獣（行司）
- 機動戦士ガンダム 水星の魔女（ニュース映像、ドミニコス隊パイロット）
- スパイ教室
- ラグナクリムゾン（2023年 - 2024年、コック、街の人々、銀器兵たち、銀装兵団員たち、魔法士たち 他）
- ビックリメン（手下B）
- とあるおっさんのVRMMO活動記（シューベルの宿屋の主人）
- ウマ娘 プリティーダービー Season 3（的当ての親父）

2024年
- 転生したらスライムだった件（牛頭族の長→ゴズール）
- ニンジャラ（アンドレ）
- アイドルマスター シャイニーカラーズ 2nd season（テレビの声〈司会者〉）

2025年
- サラリーマンが異世界に行ったら四天王になった話（居酒屋の大将）
- Sランクモンスターの《ベヒーモス》だけど、猫と間違われてエルフ娘の騎士として暮らしてます（町長）
- メダリスト（カメラマン）
- 履いてください、鷹峰さん（化学の先生）

### 劇場アニメ
- たまこラブストーリー（2014年、桃太郎[8]）
- 映画 ハイ☆スピード！-Free! Starting Days-（2015年、岩鳶中水泳部顧問）
- アクセル・ワールド INFINITE∞BURST（2016年、アイアン・パウンド）
- 劇場版 黒執事 Book of the Atlantic（2017年、通信士B）
- 劇場版 Free! -Timeless Medley- 約束（2017年、審判）
- 薄墨桜 -GARO-（2018年、検非違使C）
- 劇場版 幼女戦記（2019年、兵士）
- 映画 プリキュアミラクルユニバース（2019年、パトロール隊員B）
- 人体のサバイバル!（2020年、司会）

### OVA
- コープスパーティー Tortured Souls -暴虐された魂の呪叫-（2013年、医師）
- ビッグオーダー（2015年、高山先生）※コミックス第8巻 オリジナルアニメBD付き限定版
- 岸辺露伴は動かない『懺悔室』（2020年、身代わりの男）

### Webアニメ
- ベイウォーリアーズ サイボーグ（2015年、貴族C、ホープ訓練生B、訓練生D、住民B、貴族B、研究員A）
- HERO MASK（2018年、ドライバーB、警察官D、警察官、強盗D）
- キャノン・バスターズ（2019年、フェイクフィリー）
- ゼノンザード THE ANIMATION（2019年、村人A）
- 斉木楠雄のΨ難 Ψ始動編（2019年、プレイヤーA、男子学生C）
- 爆丸アーマードアライアンス（2020年 - 2021年、トレトロス）

### ゲーム
2011年
- キャンピングママ+パパ（パパ）
- グロリア・ユニオン（ブラックモア、ガング）
- 源×平学園合戦録（新宮行家）
- たんていぶ（鳩浦洋平）
- とある科学の超電磁砲
- フォトカノ
- 猛獣使いと王子様〜Snow Bride〜（フランツ）

2012年
- ギルティクラウン ロストクリスマス
- HUNTER×HUNTER ワンダーアドベンチャー

2013年
- 里見八犬伝 八珠之記
- 死神所業〜怪談ロマンス〜
- 蒼穹のスカイガレオン（オデュッセウス、ハデス、シュー、リヴァイアサン、アメンラー、ベルゼブブ、バロール、ディアン・ケヒト、フィン・マックール）
- ディアブロIII
- BioShock Infinite
- MIND≒0
- ロミオVSジュリエット

2014年
- コープスパーティー BLOOD DRIVE
- 里見八犬伝 浜路姫乃記
- JUDAS CODE
- BLACK CODE ブラック・コード
- マーメイド・ゴシック
- 落桜散華抄（静瑠）

2015年
- 里見八犬伝 村雨丸乃記
- 蒼穹のスカイガレオン（オオヤマツミ、タカミムスビ）
- LEGO マーベル スーパー・ヒーローズ ザ・ゲーム

2016年
- ライフ イズ ストレンジ（デイビッド・マドセン）
- ALIENATION

2017年
- Deus Ex: Mankind Divided
- Destiny Child（血龍、蒼龍）

2018年
- 銀魂乱舞（町人〈オカマ〉、辰羅、伊賀忍軍、夜兎）
- ライフ イズ ストレンジ ビフォア ザ ストーム（デイビッド・マドセン）

2019年
- 荒野のコトブキ飛行隊 大空のテイクオフガールズ!
- ドラガリアロスト（ルグレ）
- Borderlands 3
- コール オブ デューティ モダン・ウォーフェア（オッター）

2020年
- ライフ イズ ストレンジ2（デイビッド・マドセン）
- サイバーパンク2077

2022年
- グランブルーファンタジー（コキュートス / ゼノ・コキュートス）
- As Dusk Falls（デール）
- マーベル ミッドナイト・サンズ（トニー・スターク / アイアンマン）
- ミシックヒーローズ（レオニダス）

2023年
- ホグワーツ・レガシー（イソップ・シャープ、ランロク、チャールズ・ルックウッド）
- ディアブロIV
- ファイナルファンタジーXVI
- アーマード・コアVI ファイアーズオブルビコン
- アスタータタリクス（ヴェルナルス）
- Starfield
- コール オブ デューティ モダン・ウォーフェアIII（ウラジミール・マカロフ、バトルバディ・ベストフレンド[犬]）

2024年
- 龍が如く8
- ファイナルファンタジーVII リバース
- Rise of the Ronin（芹沢鴨）

### ドラマCD
- 戦律のストラタス零
- Tiny×Machinegun FILE No.1 「THE KNOCKDOWN」
- TAKE MOON
- 猛獣使いと王子様〜最強の花嫁大作戦〜（フランツ）

### BLCD
- くちづけは嘘の味（佐武）
- ばらのはなびら（上司）
- まほろばデイズ（結崎景士）
- 丸川くん家の猫たち 第5席 晩夏のメリークリスマス
- レオパード白書 2（男子生徒1）

### 吹き替え

#### 俳優
ティル・シュヴァイガー
- ガーディアン（マックス）
- ニック/NICK シリーズ（ニック）
  - ニック/NICK 狼の掟
  - ニック/NICK リベンジ
  - ニック/NICK ハードペイン
  - ニック/NICK ラスト・フューリー
  - アウトサイダー

ルイス・クー
- サンダーストーム 特殊捜査班（ルク）
- 導火線 FLASH POINT（ウィルソン）
- ワイルド・シティ（マン）

#### 映画（吹き替え）
- アイ・スピット・オン・ユア・グレイヴ2
- アウトロー 咆哮（マック）
- 足跡はかき消して
- 明日への地図を探して（ミスター・ペッパー〈アル・マドリガル〉）
- 新しい夫婦の見つけ方（ポール）
- アップグレード:どん底女子の幸せ探し（ロニー）
- アナザー・シンプル・フェイバー（ダレン〈アンドリュー・ラネルズ〉）
- アンフロステッド: ポップタルトをめぐる物語（バーニー〈ベック・ベネット〉）
- ウォール街〈吹替補完版〉
- エルサレム（トメル、サラの父）
- 王様のためのホログラム（ハッサン〈ダーフィル・ラブディニ〉）
- オッペンハイマー（ストローズの補佐男〈オールデン・エアエンライク〉[13]）
- カサブランカ（ルノー署長〈クロード・レインズ〉）※N.E.M.版
- 技術者たち（室長〈イム・ジュファン〉）
- キャッスル・フォール（ダミアン・グラス〈ロバート・ベルリン〉）
- 禁じられた遊び（グアール家の父）※N.E.M.版
- クライシス（アルメン・メトジアン）
- クリーンスキン 許されざる敵（ユアン〈ショーン・ビーン〉）
- 刑事ジョン・ルーサー: フォールン・サン（リー）
- ゴールド/金塊の行方（ウォルト、ボビー）
- コンフィデンシャル:国際共助捜査（チャン・ミョンジュン〈チン・ソンギュ〉[14]）
- ザ・ウォーク（ジャン＝ピエール〈ジェームズ・バッジ・デール〉）
- ザ・エクソシズム（ピーター〈アダム・ゴールドバーグ〉）
- ザ・ストイック 暗殺者の森（カーライル〈ジェイソン・フレミング〉）
- ザ・トゥモロー・ワールド（マイケル）
- ザ・ヴィジランテ 世界最強の私設軍隊（モロー〈マイケル・マドセン〉）
- ザ・ユニオン（ロニー）
- サリュート7（ウラジーミル）
- シー・フィーバー 深海の怪物（ジェラード〈ダグレイ・スコット〉）
- ジ・エクスペリメント（グローヴス中尉）
- シャークトパスVSプテラクーダ（ヴラディミール、バカ夫）
- ジャックポット!（スコット〈ショーン・ウィリアム・スコット〉）
- ジャッジ 裁かれる判事（ハンソン保安官代理〈バルサザール・ゲティ〉）
- ジャッジ・ドレッド
- 自由を愛した男（スティーヴ）
- ジュラシック・リボーン（サンプソン）
- ジュラシック・ワールド（銃手）※劇場公開版
- ジュラシック・ワールド/新たなる支配者[15]
- 死霊館のシスター 呪いの秘密（スコット〈ポール・スペラ〉[16]）
- スティール・サンダー（スコット・ウィーラー〈ジャン＝クロード・ヴァン・ダム〉）
- スネーク・アウタ・コンプトン（ドランプ）
- スパイダーマン:ファー・フロム・ホーム（フーリガン1[17]）
- スパイダーマン:ノー・ウェイ・ホーム[18]
- セル（レイ）
- ゾンビ大陸 アフリカン（隊長）
- ダークなナイト ブラックさん家の史上最悪の隣人（ドクター・マムワルデ〈カット・ウィリアムズ〉）
- ダークネスマン（ラッセル〈ジャン＝クロード・ヴァン・ダム〉）
- ダイナソー in L.A.（ダグ）
- タイムリーパーズ（ピーター）
- タイラー・レイク -命の奪還-2[19]
- TAXi ダイヤモンド・ミッション（ロッコ〈ファブリツィオ・ネヴォラ〉[20]）
- タルーラ 彼女たちの事情（アンドレアス〈ザカリー・クイント〉）
- チャイニーズ・ゴースト・ストーリー（ジーチウ・イーイエ〈スティーブン・チャン〉）
- チャッピー
- 超 西遊記（孫悟空〈ドゥー・イーフン〉）
- テスラ エジソンが恐れた天才（J・P・モルガン〈ドニー・ケシュウォーズ〉[21]）
- デッドトリガー（ジュリアン神父）
- ドッグ・イート・ドッグ（マイク・ブレナン）
- トランスフォーマー/ビースト覚醒[22]
- トランスポーター イグニション
- ナンバー10（マルコム・ホールデン英国首相）
- バース・オブ・ザ・ドラゴン（フランキー〈テリー・チェン〉）
- バッドランド・ハンターズ
- ハロルドとむらさきのクレヨン（ムース〈リル・レル・ハウリー〉）
- ピートと秘密の友達
- ヒーローキッズ（シャークボーイ）
- ファミリー・プラン（ハル）
- フィンガーネイルズ（アンディ）
- フォーカス（バーテンダー）
- フォールガイ[23]（レイ）
- フライ・ミー・トゥ・ザ・ムーン[24]
- ブレイク・ビーターズ（マインハルト）
- フレンチ・イグジット 〜さよならは言わずに〜
- プロジェクトX-トラクション（オーウェン〈ピルー・アスベック〉）
- ホイットニー・ヒューストン I WANNA DANCE WITH SOMEBODY（ジェリー）
- ホワイト・ノイズ
- マーシャル・ユニバース 伝説の聖石（皇帝）
- マーシャル・ユニバース 炎都大戦（イエン大師）
- マーセナリーズ 傭兵部隊（イヴァーノ）
- マイル22（ルーカス〈ピーター・バーグ〉）
- マン・フロム・トロント
- モリーズ・ゲーム
- UNIT7 ユニット7/麻薬取締第七班（ラファエル〈アントニオ・デ・ラ・トレ〉）
- リミット・オブ・アサシン（フランク〈ルトガー・ハウアー〉）
- レッド・バロン（レーマン）
- ロイヤル・ナイト 英国王女の秘密の外出（ジェファーズ）
- ロンゲスト・ライド
- ロンリー・プラネット（グナー）
- ワールド・ベスト（スレシュ〈ウトカルシュ・アンブドゥカル〉）

#### ドラマ
- アウトランダー
- 赤の大地と失われた花（シェフ）
- アナザー・ライフ（ディロン・コナー）
- アバター:伝説の少年アン（ジャオ提督〈ケン・レオン〉）
- アレンジメント ハリウッドに潜む闇
- イーヴィル: 超常現象捜査ファイル（ヴィクトル・ルコント）
- インポスターズ 美しき結婚詐欺師
- ウィズ・ラブ（アンドレ）
- ヴィンチェンツォ（アン・ギソク〈イム・チョルス〉[25]）
- ウェアウルフ・バイ・ナイト（ブラッドリー）
- ウエストワールド
- ウェンズデー（ヴラッド）
- NCIS:ハワイ（エディ・フォアマン）
- エルズベス（アレックス・モダリアン〈スティーヴン・モイヤー〉）
- エル・チャポ（ミゲル、チノ、アルトゥーロ）
- エレメンタリー ホームズ&ワトソン in NY
- エンパイア 〜成功の代償
- 溺れる女たち 〜ミストレス〜（ジェイコブ〈マシュー・デル・ネグロ〉、ディンゲス、トッド）
- 風と雲と雨（チェ・インギュ〈ソンヒョク〉）
- 還魂（イ先生〈イム・チョルス〉）
- クイーン・シャーロット 〜ブリジャートン家外伝〜
- クライアント・リスト（ジョシュ〈マシュー・デル・ネグロ〉）
- クリプトン
- クレイジー・エックス・ガールフレンド
- グレイズ・アナトミー
- クワンティコ/FBIアカデミーの真実（イライアス・ハーパー〈リック・コスネット〉）
- 刑事★コムラッド 〜同志に別れを〜（グレガー）
- ケイティ・キーン（チャド・ゲッコー）
- 恋するアプリ Love Alarm（チャン・インス）
- GOTHAM/ゴッサム
- コネクト（ミンスク〈ソンヒョク〉）
- コバート・アフェア CIA諜報員アニー
- コブラ会
- コンステレーション（セルゲイ）
- コンバット・ホスピタル 戦場救命
- ザ・コーリング 〜刑事アヴラハムの使命〜（ラビ・サーマク）
- ザ・ファイブ -残されたDNA-（スチュアート、リアム）
- ザ・フィクサー 前編・後編（グラント）
- ザ・フォロイング（ロバート）
- THE PENGUIN-ザ・ペンギン-（エーバード）
- ザ・ボーイズ（フランク）
- ザ・リクルート
- サンドマン（ヘクター）
- GCB 〜キラめく女の逆襲バトル〜
- ジーニアス:アレサ（ケン・カニンガム）
- ジェームズ・ボンドを夢見た男（エズモンド）
- 人生最高の贈り物 〜ようこそ、サムグァンハウスへ〜（チャン・ジュナ〈ドンハ〉）
- 真相 - Truth Be Told（サン）
- スーパーナチュラル
- スーパーマン&ロイス（サデウス・キルグレイブ）
- 推定無罪（ハーバート・クマガイ〈ジェームズ・ヒロユキ・リャオ〉）
- スタートアップ:夢の扉（チェ・ヤンウォン）
- ストライクバック:極秘ミッション
- ストレイン 沈黙のエクリプス（エヴェレット・バーンズ〈ダニエル・カッシュ〉）
- 損するのは嫌だから（ポク・キホ）
- 戦え!チアスクワッド:ゲット・イーブン・シリーズ（ハリス）
- タルサ・キング（ベヴィラクア〈フランク・グリロ〉）
- チェルノブイリ（プロスクリャコフ）
- CHUCK/チャック シーズン2
- チャペルウェイト 呪われた系譜（バロウズ牧師）
- チャン・オクチョン（ヒョン・チス〈ジェヒ〉[26]）
- ティーン・スパイ K.C.（クリストス）
- デッド・トゥ・ミー 〜さようならの裏に〜
- 天才少女ドギー・カメアロハ
- DOC あすへのカルテ（マッシモ、マウロ）
- トランスポーター ザ・シリーズ（ダッシン〈ダーフィル・ラブディニ〉、ザック）
- トレマーでの最後の夜に（ラミロ）
- トワイライト・ゾーン
- 涙の女王（チョ理事）
- ニュートピア（アーロン・パク、パウロ）
- PERSON of INTEREST 犯罪予知ユニット
- パーム・ロワイヤル（グレイマン〈ドミニク・バージェス〉、サンカ〈リック・コスネット〉）
- ハイジャック（ロビン・アレン〈ベン・マイルズ〉）
- パトリック・メルローズ
- パレーズ・エンド 完全版（ドゥーシュマン〈ルーファス・シーウェル〉）
- ビッグバン★セオリー/ギークなボクらの恋愛法則
- ビトゥィーン
- 華政（イ・イチョム〈チョン・ウンイン〉）
- V Wars（ボビー〈グレッグ・ブリック〉）
- フォーエバー 〜人生の意味〜
- ブラック・ミラー（クォーターマン）
- THE FLASH/フラッシュ（トニー）
- THE BRIDGE/ブリッジ
- プリティ・リトル・ライアーズ ORIGINAL SIN
- プルーブン・イノセント 冤罪弁護士（ボーディ〈ヴィンセント・カーシーザー〉）
- フレンズ&ネイバーズ（ブルース）
- ヘリコプター・ハイスト: 舞い降りた略奪者（ゾラン<	デヤン・ミラジック>）
- ベルグレービア 新たなる秘密（フレッチャー〈リアム・ギャリガン〉）
- ヘルプ・ミー・トッド（チャック）
- BONES
- ボニー&クライド/俺たちに明日はない（テッド・ヒントン）
- マーサー教授の殺人事件簿（イーサン）
- マネー 〜彼女が手に入れたもの〜（ショーン・エヴァンス）
- めちゃくちゃ恋するハンターズ
- モナーク: レガシー・オブ・モンスターズ
- Your Honor/追い詰められた判事（ジーク）
- ライザのサバヨミ大作戦!
- ラスベガス（アーチー）
- ラッシュアワー
- ラヴクラフトカントリー 恐怖の旅路
- リンカーン 殺人鬼ボーン・コレクターを追え!
- レイジング・ディオン（デイビッド・マーシュ）
- レジデント 型破りな天才研修医（ブルーノ）
- レッド・クイーン（パラ）

#### アニメ
- アナと雪の女王2
- ウォーターシップ・ダウンのウサギたち（ホークビット）
- 消えた人間をさがせ!（ディッキー）
- この恋で鼻血を止めて（上司[初出 7]）
- さむらいラビット:ザ・ウサギ・クロニクル（コガネ公、宮本兎）
- 3びきのくまとおかしの家（ジェイ）
- 下の階には澪がいる（教授、中華屋客男、学祭客男、観客、通行人）
- ジャングル・シャッフル（ライザー）
- ジョニーテスト
- スター・ウォーズ 反乱者たち（ストームトルーパー 他）
- チコ・ボンボンとすてきなどうぐベルト（ジェリー・ダンダーヘッド、マクフラスター、冷蔵庫ロボット、白ヒゲ船長、バーニー、ストームクラウド・ライトニング、クライド運転手、ガムガム、リスロック・ホームズ）
- チコ・ボンボンとわくわくブレンダンベリーの日（バリー）
- 転生宗主の覇道譚 〜すべてを呑み込むサカナと這い上がる〜（恩公[初出 5]、狼[初出 7]、龍逆天父[初出 8]）
- ドラゴンネスト（クーク、コウモリ）
- トランスフォーマー/ONE[27]
- ネクスト・ロボ（歯ブラシロボ）
- ブルーイ ミニストーリー（モンティ）
- マックス・ヒーローズ（パスカル）
- 名探偵ミレット（ジャン・パット）
- モンスターズ・リーグ（ジンボ）
- ラプンツェル あたらしい冒険（ピート）
- ラプンツェル ザ・シリーズ（ピート、ウィーゼル）
- リトル・バットマン クリスマスの大冒険（Mr.フリーズ）
- LEGO アナと雪の女王 オーロラの輝き
- LEGO スター・ウォーズ/オールスターズ（アワン・ゼク、マンドゥ中尉）
- LEGO スター・ウォーズ/フリーメーカーの冒険（ストームトルーパー 他）
- 羅小黒戦記 ぼくが選ぶ未来（ガコ）

#### その他
- へんてこプラネット

### デジタルコミック
- +Voice 愛しの焔 〜ゆめまぼろしのごとく〜
- +Voice ANGEL PARA BELLUM エンジェルパラベラム（刑事）
- +Voice ネガティブ・ツインタワー!（教師）
- +Voice 吸血姫 ヴァンパイア・プリンセス
- +Voice プピポー!（お父さん）
- +Voice マップス ネクストシート
- VOMIC 激辛! カレー王子
- UULA バッファロー5人娘（モンロー[28]）
- ＆GENTE（アンジェンテ） 転生しても嫌われ王子だったので関係修復頑張ります。（2023年、クラーク、獣賊2、町人4、町人6[29]）

### ナレーション

#### CM
- 江口拓也・八代拓の『さんたく!!!』-3択バラエティ-
- 鈴鹿サーキット
- B'sLOG
- ファミ通ゲーマーズDX

#### テレビ番組
- BS世界のドキュメンタリー
- ハモネプリーグ!全国大会直前 20年の歴史まるっと見せちゃうぞSP<フジバラナイトFRI>
- ハモネプ2020!全国大会直前 出場15組大発表SP<フジバラナイトFRI>
- ぶっこみジャパニーズ 第4弾放送直前SP
- 山口・長野 スゴ!ろく旅

#### WEB
- 『アナザーエデン 時空を超える猫』×『クロノ・クロス』協奏「COMPLEX DREAM」ゲームシステム紹介動画
- 漢検「学びたいって、希望だ。」小学生編
- JTB for Business ビジネスパートナー編
- パチスロ閃乱カグラBURST UPティザーPV
- PLAY!PLAY!PLAY!

### ボイスオーバー
- 有吉反省会
- #アンネ・フランク 時を越えるストーリー
- アンダーカバー・ボス 社長潜入調査
- 宇宙の謎に迫る!望遠鏡革命
- エマニエルの気ままな列車旅  #5  オーストリア編
- カーダシアン家のセレブな日常
- JDM! 日本車カスタム in US（マウリシオ）
- ジャングルで戦うレスキュー隊2（ウィロー）
- ソーイング・ビー3（ベン）
- 土曜☆ブレイク 日本で流行したアレ 秘境の民族に渡してみた
- バイオグラフィ
- 爆笑学園ナセバナ〜ル!
- 濱田岳の和食旅 〜モルディブで"かつお節"を見つけた!〜
- BS世界のドキュメンタリー
- ヒルナンデス!
- ぶっこみジャパニーズ
- プロジェクト・ランウェイシーズン13（アレキサンダー・ノックス）
- 日経スペシャル 未来世紀ジパング〜沸騰現場の経済学〜
- モーガン・フリーマンが語る宇宙3
- レイチェル・クーのチョコレート
- レイチェルのおいしい旅レシピ　〜スウェーデン・ストックホルム編〜
- レイチェルのスウェーデンのキッチン
- WADAIの王国

### オーディオブック
- 会って、話すこと。自分のことはしゃべらない。相手のことも聞き出さない。人生が変わるシンプルな会話術
- 老いる意味-うつ、勇気、夢
- 「空気」と「世間」
- The Sandman（ルシファー）
- 人生ってなんだ
- 世間ってなんだ
- 中森明菜 消えた歌姫
- 人間通の名言 唸る、励まされる、涙する
- 人間ってなんだ
- 不死身の特攻兵 軍神はなぜ上官に反抗したか
- Marvel’s・ウェイストランダーズ - シーズン6/最終章（アイアンマン）
- Marvel’s・ウェイストランダーズ - ブラック・ウィドウ（ヴィクター）
- ラジオじゃないと届かない
- 緑内障の真実 最高の眼科医が「謎と最新治療」に迫る

### ラジオ
- 野坂尚也のNow Young!!!（超!A&G+：2013年7月 - 2014年3月）

### 映画
- うなぎ
- WASABI

### テレビドラマ
- 生きるための情熱としての殺人
- 内田康夫サスペンス 死者の木霊 信濃のコロンボ事件帳

### 特撮
- 特命戦隊ゴーバスターズ（2012年、ダンガンロイド2の声）

### CM
- チュンソフト『サウンドノベル』
- ロッテ『雪見大福』

### 舞台
- 渡辺正行演出『野に咲く花なら』

### シリーズ一覧
1. ↑  第2期『2』（2010年）、第3期『ROAD to BERLIN』（2020年）
2. ↑  第1期（2012年）、第2期『2nd』（2015年）
3. ↑  第1シーズン（2018年）、第2シーズン（2019年）
4. ↑  第1期（2021年）、第2期『真・進化の実～知らないうちに勝ち組人生～』（2023年）

### 初出話一覧
1. ↑  第63話初出
2. ↑  第69話初出
3. ↑  第140話初出
4. 1 2  第9話初出
5. 1 2  第1話初出
6. 1 2  第3話初出
7. 1 2  第2話初出
8. ↑  第7話初出